# Wahagni
Wahagni – wieś w Armenii, w prowincji Lorri. W 2011 roku liczyła 1070 mieszkańców.